# Гончарова, Имма Львовна
И́мма Льво́вна Гончаро́ва (в девичестве — Ко́нонова) (16 февраля 1895, Томск, Томская губерния, Российская империя ― 31 января 1964, Йошкар-Ола, Марийская АССР, РСФСР, СССР) ― русская советская актриса театра. Актриса Республиканского русского театра драмы Марийской АССР (1950―1960). Народная артистка Марийской АССР (1957). Заслуженная артистка Марийской АССР (1955).

## Биография
Родилась 16 февраля 1895 года в Томске.
В 1920 году окончила Томскую театральную студию, училась у А. Д. Попова.
В 1920―1950 годах работала в театрах Томска, Чебоксар, Красноярска, Новосибирска, Барнаула, Иваново, Костромы.
В 1950―1960 годах ― актриса Республиканского русского театра драмы Марийской АССР (ныне ― Академический русский театр драмы имени Георгия Константинова).
Была замужем, супруг — заслуженный артист РСФСР А. Шарский (Селиванов).
Скончалась 31 января 1964 года в г. Йошкар-Оле. Похоронена на Туруновском кладбище г. Йошкар-Олы ряждом с мужем.

## Актёрская работа
За 40 лет работы в театрах РСФСР исполнила более 400 ролей.
Во время работы в Томском театре играла молодых героинь.
Подлинным драматизмом и силой социального обобщения был исполнен образ Катерины в «Грозе». Процесс формирования характера народной героини раскрывала актриса в образе Любови Яровой в «Гибели "Надежды"» Г. Хейерманса.
В 1955 году ей присвоено почётное звание «Заслуженная артистка Марийской АССР», а в 1957 году ― звание «Народная артистка Марийской АССР». Награждена медалями и Почётной грамотой Президиума Верховного Совета Марийской АССР.

## Основные роли
Список основных ролей И. Л. Гончаровой:
- Катерина («Гроза», А. Островский)
- Любовь Яровая, Ио («Гибель "Надежды"», Г. Гейерманс)
- Ирина («Огненный мост», Б. Ромашов)
- Бабушка («Обрыв», И. Гончаров)
- Марта («Деревья умирают стоя», А. Касона)

## Признание
- Народная артистка Марийской АССР (1957)[1][2][3]
- Заслуженная артистка Марийской АССР (1955)[1][2][3]
- Медаль «За доблестный труд в Великой Отечественной войне 1941—1945 гг.»[1][2]
- Почётная грамота Президиума Верховного Совета Марийской АССР (1954)[1][2]